# タリホー (曲)
「タリホー」は、日本のロックバンド、ザ・クロマニヨンズのデビューシングルである。
2006年9月20日、自身のレーベルHAPPY SONG RECORDSからリリースされた。
作詞・作曲は、甲本ヒロト。

## 解説
当時はFM802 MEET THE WORLD BEAT 2006までその姿を隠していたザ・クロマニヨンズだったが、その2ヵ月後、ようやくファーストシングルを発売。
初回生産限定盤には「ザ・クロマニヨンズ出現!!」と題されたDVDが付いている。

## 収録曲
1. タリホー
（作詞・作曲:甲本ヒロト）
「タリホー」とは軍事用語で目標捕捉の意味がある。
2. 弾丸ロック
（作詞・作曲:甲本ヒロト）
3. クロマニヨン・ストンプ
（作詞・作曲:真島昌利）
「ザ・クロマニヨンズ出現!!ツアー」においてはライブ1発目には大抵歌われた。「人間人間…」という出だしから始まる、クロマニヨンズというバンドを象徴したような曲である。甲本と真島のツインボーカル。

## 参加アーティスト
- 甲本ヒロト
- 真島昌利
- 小林勝
- 桐田勝治